# 黑身下眼鱨
黑身下眼鱨，為輻鰭魚綱鯰形目鱨科的其中一種，為熱帶淡水魚類，分布於亞洲印度喀拉拉邦Manimala河流域，體長可達23.5公分，棲息在溪流底層水域，生活習性不明。

## 扩展阅读
維基物種上的相關：黑身下眼鱨